# Новозеландская солеевидная камбала
Новозеландская солеевидная камбала, или новозеландский пельторамф (лат. Peltorhamphus novaezeelandiae), — вид лучепёрых рыб из семейства ромбосолеевых. Распространены в прибрежных водах Новой Зеландии. Максимальная длина тела 55 см.

## Описание
Тело несколько удлинённое, овальное в поперечном сечении; высота тела укладывается 2—2,5 раза в длину тела. Окончание рыла вытянуто в ростральный крюк, полностью закрывающий рот (при рассмотрении рыбы с глазной стороны тела). Глаза расположены на правой стороне тела. Второй луч грудного плавника на глазной стороне тела удлинённый. Глазная сторона тела зеленовато-серого цвета, слепая сторона тела беловатая.
Максимальная общая длина тела у представителей вида по данным разных авторов варьирует от 35 до 55 см.

## Биология
Питаются в ночное время, используя для поиска добычи не зрение, а поверхностные вкусовые рецепторы и систему нейромастов. Основу рациона составляют бентосные организмы инфауны и эпифауны. В состав рациона входят ракообразные (крабы Hombronia depressa, Petrolisthes elongatus, Hemigrapsus crenulatus, амфиподы и изоподы), полихеты, моллюски, анемоны. Продолжительность жизни достигает 7 лет.

## Ареал и места обитания
Распространены в юго-западной части Тихого океана у берегов Новой Зеландии и островов Норфолк и Чатем. Морские донные рыбы. Обитают в прибрежных водах на глубине до 100 м, заходят в бухты и эстуарии.